# Beata Adamczyk
Beata Adamczyk (ur. 25 stycznia 1962) – polska lekkoatletka, płotkarka, specjalizująca się w biegu na 400 metrów przez płotki, medalistka mistrzostw Polski, reprezentantka Polski.

## Kariera sportowa
Była zawodniczką Górnika Zabrze.
Na mistrzostwach Polski seniorek na otwartym stadionie wywalczyła sześć medali, w tym srebrny w sztafecie 4 x 100 metrów w 1987, trzy brązowe w biegu na 400 m ppł - w 1985, 1986 i 1987 i dwa brązowe w sztafecie 4 x 400 metrów: w 1984 i 1985. 
W 1979 wystąpiła na mistrzostwach Europy juniorów, odpadając w eliminacjach sztafety 4 x 400 metrów, z czasem 3:47,55 (razem z Ewą Bartoś, Ewą Dębską i Brygidą Brzęczek). 
Rekordy życiowe:
- 100 m – 11,93 (30.08.1985)
- 200 m – 24,42 (31.08.1985)
- 400 m – 54,04 (03.06.1986)
- 100 m ppł – 14,28 (30.06.1985)
- 400 m ppł – 57,63 (03.08.1985)